# Gottes Zeit ist die allerbeste Zeit
Gottes Zeit ist die allerbeste Zeit (BWV 106) is een religieuze cantate geschreven door Johann Sebastian Bach.

## Programma
Deze cantate, een van de bekendste van Bach, staat ook wel bekend als de begrafeniscantate of "Actus Tragicus". De cantate werd voor het eerst uitgevoerd op 14 augustus 1707 in Arnstadt of Mühlhausen ter gelegenheid van een begrafenis, vermoedelijk die van zijn oom langs moederskant, een Lämmerhirt. Dan wel op de begrafenis van Adolph Strecker, een voormalig burgemeester van Mühlhausen, op 16 September 1708.[3]Zie ook de cantatekalender.
Wie de tekstschrijver is, is onbekend. Mogelijk is dit de dominee van de Marienkirche in Mühlhausen Georg Christian Eilmar (1665-1715), die goed bevriend was met Bach, maar zeker is dit niet. De cantatetekst is grotendeels een compilatie uit verschillende delen van de Bijbel, oude koralen en een liedboek uit Leipzig uit de 17e eeuw met teksten van Maarten Luther en Adam Reusner. In de tekst is een tweedeling te horen: het eerste deel behandelt het sterven vanuit het perspectief van het Oude Testament en het tweede deel behandelt het sterven vanuit het perspectief van het Nieuwe Testament. Deze cantate is gegrond op de tekst en de inhoud van het koraal waarvan in de cantate slechts de melodie weerklinkt, gespeeld zonder woorden door de blokfluiten (de flaute dolce): Ich hab' mein Sach Gott heimgestellt.

## Tekst
1 Sonatina
2a Gottes Zeit ist die allerbeste Zeit (coro) 

2b  Ach Herr, lehre uns bedenken (arioso, tenor)

2c  Bestelle dein Haus: denn du wirst sterben (arioso, basso) 

2d Es ist der alte Bund: Mensch, du musst sterben. Ja, komm, Herr Jesu, komm! (coro & sopraan)
3a In deine Hände befehl ich meinen Geist (aria, alto)

3b  Heute wirst du mit mir im Paradies sein (arioso, choral)
4 Glorie, Lob, Ehr und Herrlichkeit (coro)
Volgens de Bachkenner  Alfred Dürr hield men de preek tussen deel 2 en deel 3.

## Muzikale bezetting
De cantate is geschreven voor een sobere bezetting: een klein orkest van (2 blokfluiten, 2 gamba's en een basso continuo) met de vier klassieke solostemmen (bas, tenor, alt en sopraan).

## Toelichting

### Algemene informatie
Gottes Zeit ist die allerbeste Zeit is een van de eerste cantates geschreven door Bach (vermoedelijk de zesde in de lange reeks). In de aanvang componeerde Bach nog weinig, omdat hij in de eerste plaats organist was. De cantate vormt qua stijl, stemvoering, instrumentale bezetting, compositie, theologische inhoud, kortom als algemeen concept een breuk met Bachs voorgangers en tijdgenoten. Hier blijkt dat Bach op jonge leeftijd grensverleggend was binnen een grote traditie bij het componeren van cantates.
Hoewel Bach nauwelijks 22 was toen hij deze cantate schreef, wordt het werk door kenners tot Bachs grootste gerekend. De Duitse Bach-kenner Alfred Dürr bijvoorbeeld schreef in zijn boek Die Kantaten von Johann Sebastian Bach mit ihren Texten over deze cantate als "ein Geniewerk, wie es auch großen Meistern nur selten gelingt". In de cantate wordt het sterven muzikaal verwoord als een vredig binnengaan in het paradijs.

### Bachs muzikale verwerking
De sopraan zingt de teksten van de ziel, de alt de teksten van de individuele mens (in het bijzonder David), de tenor de teksten van de mensheid en de gewijde schrijver, in het bijzonder Mozes. Ten slotte, zoals ook in de Matthäus-Passion, zingt de bas de teksten van  God en Jezus. Voor deze cantate is geen koor nodig: de koorzetting aan het einde van de cantate wordt door de vier solostemmen op het laatste deel van de laatste zin na unisono gezongen. De laatste vier woorden: Durch Jesum Christum.Amen worden met Kraft en Sieghaft juichend en triomfantelijk maar toch ingetogen neergezet. De blokfluiten zeggen Amen woordeloos na en voeren ons daarmee omhoog naar de finale: de grote drieklank van Es grote terts.